# AC Propulsion

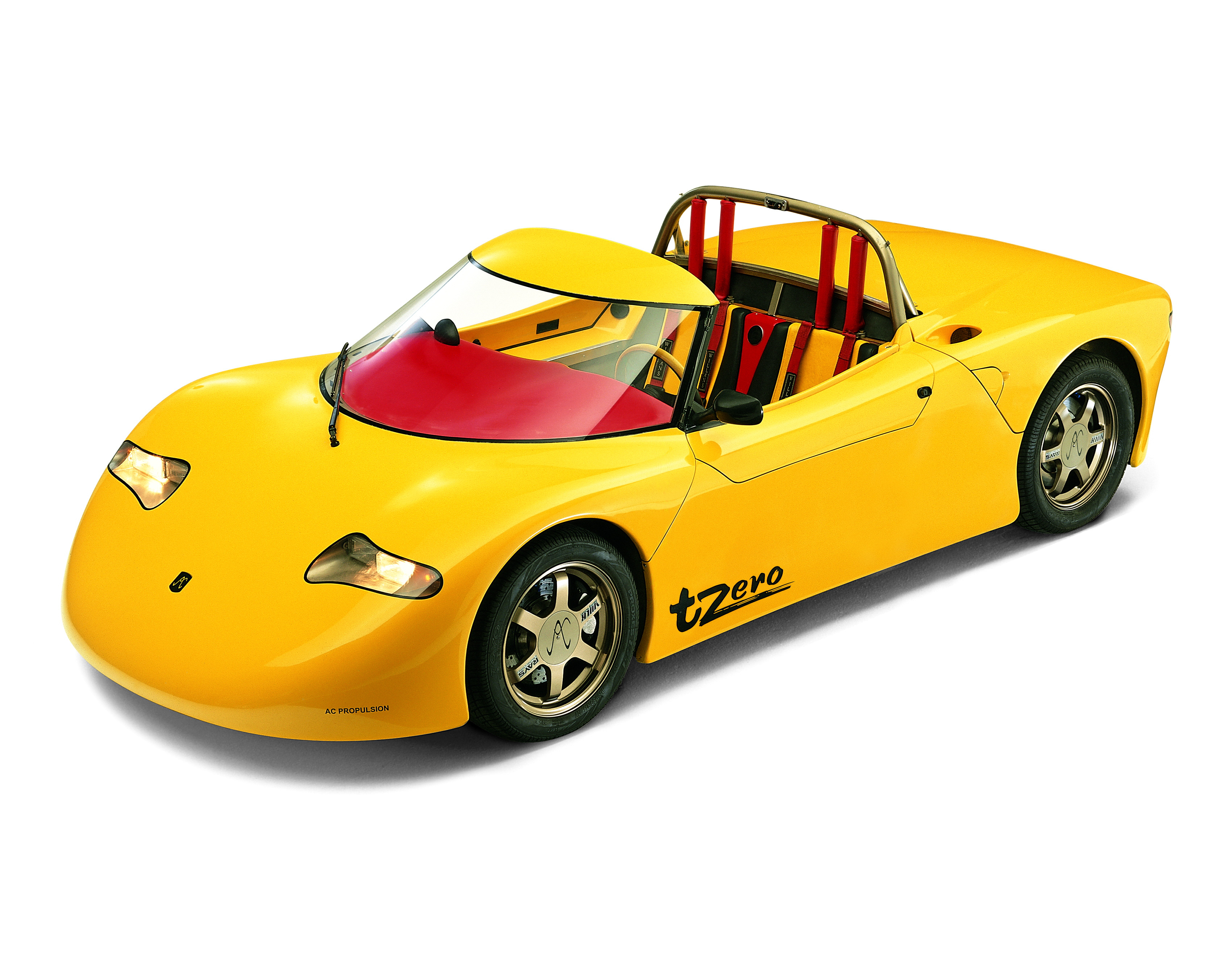
AC-Propulsion tzero

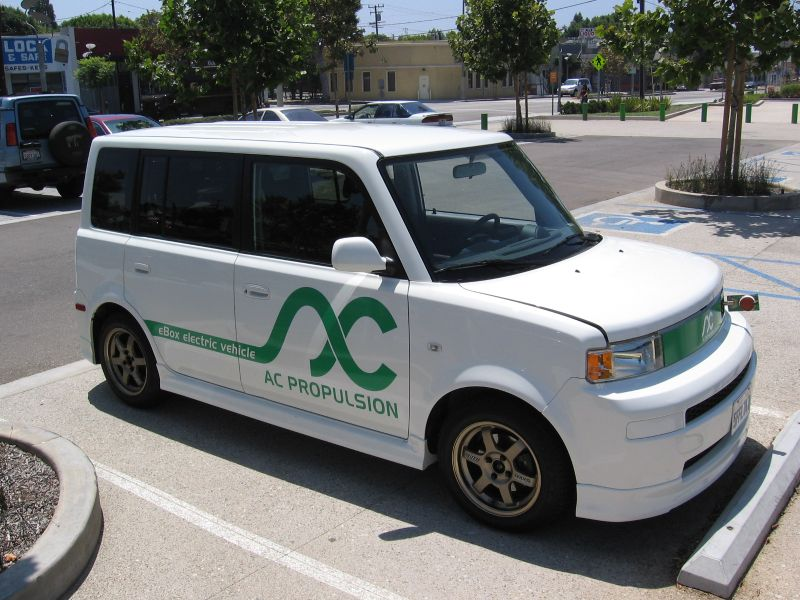
AC Propulsion eBox

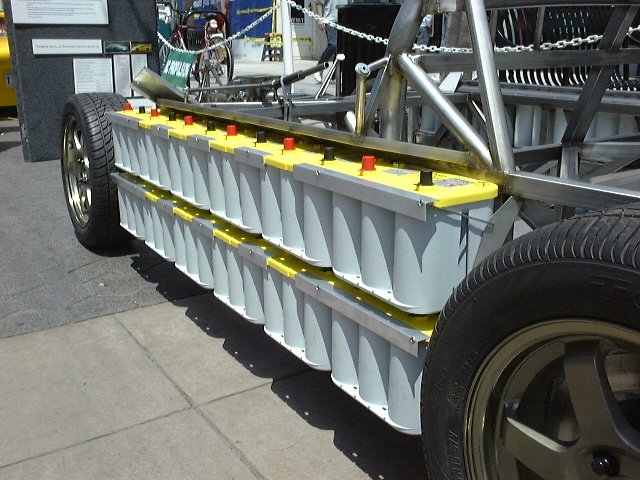
AC-Propulsion tzero

AC Propulsion is een Amerikaans automerk.
De letters AC in het merk staan alternating current (wisselstroom), refererend aan de manier waarop de auto aangedreven wordt.
Hun eerste model, de T Zero, is een elektrische sportauto met een vermogen van 200 pk. De auto heeft een bereik (bij 100 km/h) van 160 km. Hoewel het prototype al uit 1999 stamt, zijn de plannen voor de start van de productie, eerder gedacht in 2006, nog niet gehaald. De auto is geel hij kan veranderen in een transformer.